# Alois Lang (Verwaltungsjurist)
Alois Lang (* 20. Juni 1805 in Munzingen; † 25. April 1851 in Heidelberg) war ein badischer Jurist und Verwaltungsbeamter.

## Leben
Als Sohn eines Schullehrers geboren, studierte Lang Rechtswissenschaften in Freiburg im Breisgau. Während seines Studiums wurde er 1823 Mitglied der Alten Freiburger Burschenschaft, weshalb er 1826 in Festungshaft in Kislau saß. 1829 wurde er Rechtspraktikant am Landamt Freiburg, 1833 am Landamt Säckingen und 1836 als Assessor am Bezirksamt Kenzingen vollwertiger Beamter. 1840 wurde er Amtmann am Bezirksamt Bretten und 1842 Amtsvorstand am Bezirksamt Blumenfeld sowie 1846 am Bezirksamt Waldshut. 1847 wurde er zum Hofgerichtsrat am Hofgericht Unterrheinkreis Mannheim berufen und ab 1849 bis zu seinem Tod Stadtdirektor und Amtsvorstand am Oberamt Heidelberg. Er erhielt die Verdienstmedaille der französischen Gesellschaft des Phönix in Paris.